# Vlag van Moerkapelle

Vlag van de gemeente Moerkapelle
(1965-1991)

De vlag van Moerkapelle is in 1965 bij raadsbesluit vastgesteld als de gemeentevlag van de Zuid-Hollandse gemeente Moerkapelle. De vlag kan als volgt worden beschreven:
Drie banen van gelijke hoogte van blauw, geel en blauw, de gele baan ten minste driemaal gegolfd, met in de broektop een gele kapel.
De vlag is gebaseerd op zowel het gemeentewapen als het vroegere heerlijkheidswapen van Moerkapelle. De kleuren en de golvende baan zijn overgenomen uit het gemeentewapen; de kapel is afkomstig uit het heerlijkheidswapen.
Op 1 januari 1991 is de gemeente samen met Zevenhuizen opgegaan in Zevenhuizen-Moerkapelle, aanvankelijk Moerhuizen genaamd. De vlag is hierdoor als gemeentevlag komen te vervallen. De kapel kreeg wel een plaats op de nieuwe vlag. Op 1 januari 2010 is Zevenhuizen-Moerkapelle opgegaan in de gemeente Zuidplas.

## Verwante afbeeldingen

Een oud wapen van de heerlijkheid Moerkapelle
Het wapen van Moerkapelle
De vlag van Moerhuizen (1991)
De vlag van Zevenhuizen-Moerkapelle (1991-2010)

Alkemade 
· Ameide 
· Ammerstol 
· Arkel 
· Asperen 
· Benthuizen 
· Bergambacht 
· Bergschenhoek 
· Berkel en Rodenrijs 
· Bernisse 
· Binnenmaas 
· Bleiswijk 
· Bleskensgraaf en Hofwegen
· Bodegraven 
· Boskoop
· Brielle 
· Cromstrijen 
· De Lier 
· Delfshaven 
· Dirksland 
· Everdingen 
· Geervliet 
· Giessenburg 
· Giessenlanden
· Goedereede 
· Goudswaard 
· Graafstroom 
· 's-Gravendeel 
· 's-Gravenzande 
· Groot-Ammers
· Hagestein 
· Haastrecht 
· Hazerswoude 
· Heenvliet 
· Heerjansdam 
· Hei- en Boeicop
· Heinenoord
· Hellevoetsluis 
· Hillegersberg
· Jacobswoude
· Kamerik
· Korendijk
· Koudekerk aan den Rijn
· Krimpen aan de Lek
· Langerak
· Leerdam
· Leidschendam
· Leimuiden
· Lexmond
· Liemeer
· Liesveld
· Maasland
· Middelharnis
· Mijnsheerenland
· Moerhuizen
· Moerkapelle
· Molenwaard
· Monster
· Moordrecht
· Naaldwijk
· Nederlek
· Nieuw-Beijerland
· Nieuwerkerk aan den IJssel
· Nieuw-Lekkerland
· Nieuwpoort
· Nieuwveen
· Noordwijkerhout
· Nootdorp
· Numansdorp
· Oostflakkee
· Oostvoorne
· Oud-Alblas
· Oud-Beijerland 
· Oude-Tonge 
· Oudenhoorn 
· Ouderkerk 
· Ouderkerk aan den IJssel
· Overschie
· Piershil 
· Pijnacker 
· Poortugaal 
· Puttershoek 
· Reeuwijk 
· Rhoon 
· Rijnsaterwoude 
· Rijnsburg 
· Rijnwoude 
· Rockanje 
· Rozenburg 
· Sassenheim 
· Schelluinen 
· Schipluiden 
· Schoonhoven 
· Schoonrewoerd 
· Sommelsdijk 
· Spijkenisse 
· Streefkerk 
· Strijen 
· Ter Aar 
· Valkenburg 
· Vianen 
· Vierpolders 
· Vlist 
· Voorburg 
· Voorhout 
· Warmond 
· Wateringen 
· Westmaas 
· Westvoorne 
· Woerden 
· Woubrugge 
· Zederik 
· Zevenhoven 
· Zevenhuizen 
· Zevenhuizen-Moerkapelle 
· Zuid-Beijerland 
· Zuidland 
· Zwammerdam 
· Zwartewaal